# Mikhaïl Ivakhnenko
Mikhaïl Feodossievitch Ivakhnenko (en russe : Михаил Феодосьевич Ивахненко), né le 30 septembre 1947 à Smolensk en URSS et mort le 10 juillet 2015 à Ramenskoïe, est un paléontologue et docteur en sciences biologiques russo-soviétique, principalement connu pour la description et la classification de nombreux tétrapodes datant du Permien des faunes russes, principalement des parareptiles et des thérapsides.

## Biographie
Mikhail Ivakhnenko née le 30 septembre 1947 dans la ville de Smolensk. Après avoir obtenu son diplôme d'études secondaires avec une médaille d'argent, il entre par la faculté de géologie de l'université de Leningrad, choisissant la paléontologie comme spécialité. Dans ses dissertations de premier semestre, Ivakhnenko traite des questions liées aux mollusques fossiles, il consacrera les travaux de la troisième année aux problèmes de stratigraphie.
Les restes collectés de tétrapodes du Permien devient le sujet de ses cours en quatrième année. Depuis lors, les premiers tétrapodes sont devenus le principal intérêt scientifique de Mikhail Ivakhnenko. Il a terminé sa pratique de premier cycle à l'Institut paléontologique de l'URSS. Sur les conseils de N.N. Kalandadze, Mikhail Ivakhnenko visite la localité de la faune triasique Tikhvinskoe dans l'oblast de Iaroslavl, où il recueille une collection représentative de restes d'amphibiens du Trias inférieur. Ce matériel forme la base de sa thèse avec une description d'une nouvelle espèce de temnospondyles, qu'il nomme Benthosuchus korobkovi en 1972.
En 1970, Mikhail Ivakhnenko entre à l'école doctorale de l'Institut paléontologique et a commencé à étudier les procolophoniens, de petits tétrapodes ressemblant à des lézards ayant vécu du Permien et du Trias en actuelle Russie. Quatre ans plus tard, sous la direction de Leonid Tatarinov, il soutient avec succès sa thèse de doctorat, qui est publiée en 1979 sous la forme d'une monographie.
De 1973 jusqu'à sa mort, Mikhail Ivakhnenko est un employé du laboratoire des tétrapodes inférieurs de l'Institut de paléontologie, passant d'assistant jusqu'à devenir le chef collaborateur scientifique à la tête du laboratoire. Au cours de cette période, les parareptiles deviennent son principal sujet scientifique en tant que branche phylogénétique spéciale des tétrapodes inférieurs, provenant des seymouriamorphes, des diapsides et des thérapsides,,.
Il meurt le 10 juillet 2015, et est inhumé au cimetière commémoratif de Bykovski.